# سالم بن سعيد الصائغي

## سالم بن سعيد بن علي الصائغي
الشيخ العلامة أبو علي سالم بن سعيد بن علي بن سالم بن عبد الله الصائغي المنحي ، فقيه عماني ناظم للشعر، عاش في النصف الثاني من القرن الثاني عشر والقرن الثالث عشر الهجري.

## مولده
يذهب بعض الباحثين إلى أن ولادة الشيخ الصائغي كانت في النصف الثاني من القرن الثاني عشر الهجري، ولعلنا يمكننا تحديد وقت أخص من ذلك بالقول إن ولادة الشيخ الصائغي كانت قبل سنة 1190 هـ؛ ذلك لأن أقرب تأريخ وقف عليه كاتب المقال إلى مولد الشيخ هو عام 1217هـ وهو تأريخ انتهائه من نظم أرجوزته (دلالة الحيران) كما أثبت الشيخ الصائغي ذلك بنفسه في النسخة التي كتبها بخط يده، ما يعني أنه ولد قبل هذه التأريخ بفترة تمكنه من ترسيخ قدمه في العلم، وتمكنه من نظم هذه الأرجوزة العظيمة في فنونها وأبياتها دون الرجوع إلى المصادر في كثير منها على أقل تقدير كما سيأتي، ويسند ذلك ما قام به بعض الباحثين من نسبة مخطوطة إلى الشيخ الصائغي كتبت بخط يده في سنة 1210هـ، ويسند ذلك أيضا ما ذهب إليه آخر من أن الشيخ الصائغي انتهى من تأليف القطعة الثانية من كتابه «الإرشاد إلى سبيل الرشاد»- والذي يتكون من ثلاث قطع - في سنة 1205هـ.

## حياته العلمية
تعلم الشيخ الصائغي على يد عمه الشيخ جمعة بن علي الصائغي، وكان يسأل الشيخ العلامة أبا نبهان الخروصي، كما أنه كان يراسل الشيخ السيد
مهنا بن خلفان البوسعيدي.
و يعد الشيخ الصائغي أحد كبار علماء القرن الثالث عشر بعمان، وأحد أبرز أعلام المدرسة الجاعدية التي أسسها الشيخ أبو نبهان الخروصي، والتي بدأت معالمها تظهر في بداية هذا القرن، والتي عاد بظهورها التجديد والتحقيق إلى الفقه الإباضي المشرقي. وقد ساهم الشيخ الصائغي في بناء المكتبة الإسلامية مساهمة فاعلة، فقد ترك لنا جملة من الآثار القيمة التي لا يزال جلها مخطوطا حتى اليوم، ومن هذه الآثار:
1. الإرشاد إلى سبيل الرشاد (مخطوط) يقع في ثلاث قطع، وقد انتهى الشيخ من تأليف القطعة الثانية في سنة 1205 هـ / 1791م، وهي تتحدث عن شيء من السنن والآداب، وشيء من الأحكام، والطهارت، وأما القطعة الثالثة فهي في الصلاة. وقد جمع المؤلف في هذا الكتاب مسائل انتقاها من العلماء المتقدمين والمتأخرين، ورتبها وبوبها حسب الأبواب الفقهية، وممن نقل عن هذا الكتاب الشيخ السعدي[15] في قاموسه[16][17]، والبشري[18] في مكنونه.[19][20]
2. المضنون به على غير أهله (مخطوط) في أصول الشريعة وفروعها، يقع في ثلاثة مجلدات، انتهى المؤلف من تأليفه بين سنتي 1221-1223ه، وقد سلك المؤلف في هذا الكتاب مسلكا مغايرا لتآليفه الأخرى، فهو لا يعزو المسائل والأقوال إلى أصحابها، كما أنه أبرز فيه اجتهاده وفقهه وسعة علمه.
3. لباب الآثار الواردة على الأولين والمتأخرين الأخيار (مطبوع) ألفه بطلب من الشيخ مهنا بن خلفان البوسعيدي، طبع في أربعة عشر جزءا، والكتاب موسوعة في الشريعة، جمع فيها مؤلفها مسائل انتقاها من مؤلفات المتقدمين والمتأخرين من العلماء إلى عصر المؤلف، أكثرها عن علماء دولة اليعاربة، وهذه المسائل مرتبة على أبواب الفقه، هذا مع التمهيد لأبواب ومسائل الكتاب، والتعليق على بعضها في بعض الأحيان.
4. كنز الأديب وسلافة اللبيب (مخطوط) يقع في ثلاث قطع، القطعة الأولى في الأديان وصنوفها، والقطعة الثانية في الأحكام وما تشتمل عليه، والقطعة الثالثة في النكاح وما يتعلق به، وقد نهج فيه مؤلفه نفس نهجه في «لباب الآثار» وأكثر كتبه الأخرى، وقد كان تاريخ نسخه له سنة 1230هـ.
5. منثورة اللآلئ: في الفقه، وتعتبر الآن من عداد المفقودات، وممن رجع إليها ونقل منها الشيخان جميل بن خميس السعدي، وموسى بن عيسى البشري.
6. أجوبة متناثرة، بعضها موجود في قاموس الشريعة للشيخ السعدي، ووبعضها في مكنون الخزائن للشيخ البشري، وغيرها.
7. رسالة في الطب.
8. «الجوهرة الفريدة» (مخطوط)، وهي منظومة في تفسير سور من القرآن الكريم في 172 صفحة.
9. دلالة الحيران (مخطوط) وهي أرجوزة طويلة في الأديان والأحكام، وتعد أشهر مؤلفات الشيخ الصائغي.[21]
10. زيادات على أرجوزة النعمة[22] للشيخ محمد بن إبراهيم الكندي.[23]
11. بعض القصائد والأشعار.[24]

وقد اشتغل الشيخ الصائغي - إلى جانب التأليف - بنسخ الكتب، بعضها كتب لعلماء الإباضية، وبعضها لعلماء المذاهب الأخرى، فمن ضمن ما نسخه:
1. أطواق الذهب[25] للزمخشري[26]، وأطباق الذهب[27] لشرف الدين الأصفهاني.[28]
2. آداب الثعالبي.[29]
3. الحكم العطائية[30]، لابن عطيا.[31]
4. حل الرموز ومفاتيح الكنوز، لأحمد بن الشيخ غانم المقدمي.
5. كتاب الضياء[32] ج (19) و (20)، للعوتبي.[33]
6. مجموع بابين من منهج الطالبين[34]، ومسائل وقصائد منها للشيخ خلف بن سنان.[35]
7. مجموعة قصائد[36] عن أبي زياد[37] وعمر بن سعيد[38] وسالم بن عبد الله بن خلف البوسعيدي[39] وغيرهم.

ومن الملاحظ على ما كتبه الشيخ الصائغي بخطه - سواء كان المكتوب مؤلفه أو منسوخه - أن خطه خط مميز فريد، قلما يشتبه مع غيره من الخطوط.

## وفاته
بعد حياة حافلة بالعلم والعمل انتقل شيخنا الصائغي إلى جوار ربه تعالى تاركا وراءه آثارا تدل عليه من بعده وكأني به يقول:
تلك آثارنا تدل علينا *** فانظروا بعدنا إلى الآثار
ولم يقف كاتب المقال على تأريخ محدد لوفاة الشيخ الصائغي كما كان الحال في تأريخ مولده، وأكثر ما وجد عند من ترجم لهذا العلم الجليل هو ذكر أقصى تأريخ تيقن بقاء الشيخ فيه حيا، تبعا لما وقف عليه من مصادر أو قرائن، فمن هؤلاء الباحث ناصر الشعيلي، فقد ذكر أن أقصى تأريخ وقف عليه والشيخ الصائغي على قيد الحياة هو عام 1233ه، إذ وجد بعضا من منسوخات الشيخ الصائغي مؤرخة بهذا العام، ك«أطواق الذهب» للزمخشري.ومن هؤلاء صاحب معجم الفقهاء والمتكلمين الإباضية، فقد اكتفى بالقول:(حي:1233ه/1818م). ومن هؤلاء أيضا صاحب«إلى متى يظل المضنون به على غير أهله مضنونا به على أهله؟؟» فقد رجح أنه عاش بعد سنة 1237ه دون أن يبين شيئا مما يتعلق بولادته.
هذا، ويرى الشيخ أحمد بن سعود السيابي أن وفاة الشيخ الصائغي كانت على أقل تقدير بعد الخمسين من القرن الثالث عشر الهجري؛ نظرا إلى الأشخاص الذين عاصرهم؛ كالسيد سعيد بن سلطان (ت: 1273)، وأخيه السيد سالم الذي توفي قبله بقليل، والشيخ السيد مهنا بن خلفان (ت: 1250).

## الحاشية
1. ↑  نسبة إلى منح وهي من ولايات المنطقة الداخلية يجاورها من الشمال ولاية نزوى ومن الجنوب ولاية أدم ومن الشرق ولاية إزكي ومن الغرب ولاية بهلا. ( ينظر: سعيد بن سالم المعمري، سلطنة عمان تاريخ وحضارة، مكتبة النفائس، ط1، 2010م، ص199( بتصرف)).
2. ↑  ينظر: ناصر بن سعيد بن سليمان الشعيلي، الشيخ سالم بن سعيد الصائغي (حياته وآثاره)، ص26-29. بحث تقدم به لاستكمال الإجازة العالية من معهد العلوم الشرعية سنة 1323ه/2002م، مرقون بمكتبة معهد العلوم الشرعية تحت رقم 311/223.
3. ↑  ينظر:فهد بن علي السعدي، معجم الفقهاء والمتكلمين الإباضية، مكتبة الجيل الواعد، سلطنة عمان، ط1، 1428هـ ـ 2007م  ، ج2 ، ص22.
4. ↑  وأعني بهذا الباحث ناصر بن سعيد الشعيلي في بحثه (الشيخ سالم بن سعيد الصائغي (حياته وآثاره))، ينظر:الشعيلي، الشيخ سالم بن سعيد الصائغي (حياته وآثاره)، ص20.
5. ↑  وهذا التأريخ أثبته المؤلف بنفسه في النسخة التي كتبها بخط يده كما سيأتي.
6. ↑  وهو الأستاذ سلطان الشيباني في رسالته "إلى متى يظل المضنون به على غير أهله مضنونا به على أهله؟؟".(ينظر: سلطان بن مبارك بن حمد الشيباني،إلى متى يظل المضنون به على غير أهله مضنونا به على أهله؟؟"، ص4 (رسالة غير مطبوعة بحوزة الباحث نسخة منها))
7. ↑  وهي منظومة في تفسير سور من القرآن الكريم، إلا أني لم أقف على هذه المخطوطة مع رجوعي إلى مكان وجودها كما ذكره الباحث في رسالته.
8. ↑  وهو الأستاذ فهد السعدي في كتابه "معجم الفقهاء والمتكلمين الإباضية".ينظر:السعدي، معجم الفقهاء والمتكلمين الإباضية، ج2، ص24.
9. ↑  عالم فقيه، عاش في القرن الثاني عشر الهجري، ممن أخذ عنه العلم الشيخ علي بن مسعود العبادي، كان من أشهر فقهاء عصره، واسع الاطلاع في الأثر، من آثاره العلمية: جامع الجواهر، سيرة إلى أهل إبراء . ( ينظر : السعدي، معجم الفقهاء والمتكلمين الإباضية، ج1، ص121 ـ 123).
10. ↑  هو الشيخ جاعد بن خميس بن مبارك بن يحيى، أبو نبهان الخروصي الملقب بالشيخ الرئيس، عالم محقق، وفقيه مدقق، وشاعر بليغ، ورئيس في قومه، عاش في القرن الثاني عشر والنصف الأول من القرن الثالث عشر الهجري؛ من بلدة العليا من وادي بني خروص، أخذ العلم عن الشيخ ناصر بن سليمان الخليلي وغيره من العلماء، وقد تلقى العلم عنه كثيرون، منهم: ابناه الشيخ ناصر وخميس ابنا أبي نبهان، وحفيد أخيه منصور بن محمد بن خميس، وغيرهم من= =العلماء، من آثاره العلمية: كتاب دقاق أعناق أهل النفاق. ( ينظر : السعدي، معجم الفقهاء والمتكلمين الإباضية، ج1، ص102 ـ 113).
11. ↑  هو الشيخ أبو زهير البوسعيدي، سيد جليل، وعالم فقيه، عاش في القرن الثالث عشر الهجري، عاصر الشيخ أبا نبهان الخروصي، وقال عنه: إذا عدم العلم من عمان فالتمسوه من مهنا بن خلفان. من آثاره العلمية: تهذيب الأثر تلخيص جامع ابن جعفر، مجموعة خطب في عيدي الفطر والأضحى ويوم عرفه وكسوف الشمس وخسوف القمر والاستسقاء. ( ينظر : السعدي، معجم الفقهاء والمتكلمين الإباضية، ج3، ص223 ـ 225).
12. ↑  ينظر:السعدي، معجم الفقهاء والمتكلمين الإباضية،ج2، ص 22-23.
13. ↑  ينظر: الشيباني،إلى متى يظل المضنون به على غير أهله مضنونا به على أهله،ص1(رسالة غير مطبوعة بحوزة الباحث نسخة منها).
14. ↑  ينظر:السعدي، معجم الفقهاء والمتكلمين الإباضية،ج2، ص23-ص26.
15. ↑  هو الشيخ جميل بن خميس بن لافي بن خلفان ؛ أبو محمد السعدي، عالم فقيه، عاش في القرن الثالث عشر الهجري، من بلدة القرط من أعمال المصنعة، عاصر الكثير من العلماء منهم العلامة أبو نبهان وابنه الشيخ ناصر بن أبي نبهان، والشيخ سعيد بن خلفان الخليلي، والشيخ محمد بن سليم الغاربي، وغيرهم. من آثاره العلمية: قاموس الشريعة الحاوي طرقها الوسيعة .  ( ينظر : السعدي، معجم الفقهاء والمتكلمين الإباضية، ج1، ص125 ـ 127).
16. ↑  موسوعة ضخمة في أصول الشريعة وفروعها، يقع في أكثر من تسعين جزءا، يعدُّ أوسع كتاب أُلَّف في المذهب الإباضي من حيث عدد الأجزاء. ( ينظر : السعدي، معجم الفقهاء والمتكلمين الإباضية، ج1، ص125).
17. ↑  ينظر مثلا:جميل بن خميس السعدي،قاموس الشريعة الحاوي طرقها الوسيعة، وزارة التراث القومي والثقافة، سلطنة عمان،1409-1989،ج1،ص207
18. ↑  موسى بن عيسى بن سعيد بن بشير البشري، فقيه ناظم للشعر، عاش في القرن الثالث عشر الهجري، من بلدة الغشب من أعمال الرستاق، أخذ العلم عن الشيخ ناصر بن أبي نبهان وغيره من علماء عصره. من آثاره العلمية: خزائن الآثار ومعادن الأسرار، ومكنون الخزائن وعيون المعادن . ( ينظر : السعدي، معجم الفقهاء والمتكلمين الإباضية، ج3، ص232 ـ 233).
19. ↑  مؤلف للشيخ البشري وهو اختصار لكتابه " خزائن الآثار "، يقع في ثلاث قطع، وقد طبع أكثره في أربعة عشر جزءا. ( ينظر : السعدي، معجم الفقهاء والمتكلمين الإباضية، ج3، ص232).
20. ↑  ينظر مثلا: موسى بن عيسى البشري، مكنون الخزائن وعيون المعادن، وزارة التراث القومي والثقافة، سلطنة عمان،1403-1982،ج1،ص52.
21. ↑  هذه المنظومة لها تسمية أخرى بين المتعلمين والعلماء خصوصا، وهي "الأرجوزة" فمتى ما أضيفت هذه الكلمة إلى الشيخ الصائغي –كأن يقال:أرجوزة الصائغي"-فالمراد بها منظومة "دلالة الحيران".
22. ↑  أرجوزة طويلة في أصول الشريعة وفروعها، وتقع في أربعين بابا، وعدد أبياتها 2028 تقريبا، وهي من أوائل ما نظم عند الإباضية في أصول الشريعة وفروعها . ( ينظر : السعدي، معجم الفقهاء والمتكلمين الإباضية، ج3، ص42).
23. ↑  هو الشيخ محمد بن إبراهيم بن سليمان بن محمد، أبو عبدالله الكندي، قاض فقيه، وناظم للشعر، عاش في القرن الخامس وأول القرن السادس الهجري، من بلدة سمد من أعمال نزوى، تتلمذ على يد الشيخ أبي علي الحسن بن أحمد بن محمد بن عثمان النزوي. من أجل مؤلفاته:  بيان الشرع الجامع للأصل والفرع. ( ينظر : السعدي، معجم الفقهاء والمتكلمين الإباضية، ج3، ص40 ـ 46).
24. ↑  منها:نظم جملة من الآحاديث النبوية،وآثار الصحابة والتابعين، تزيد على العشرين بيتا، ومنها –أيضا- قصائد في مدح السيد سالم بن سلطان، ومنها –أيضا- قصيدة في تقريظ كتابه لباب الآثار، وغيرها.ينظر:   ينظر: الشعيلي، الشيخ سالم بن سعيد الصائغي (حياته وآثاره)، ص52 وما بعدها. وينظر:السعدي، معجم الفقهاء والمتكلمين الإباضية ، ج2، ص22-26.
25. ↑  هو مختصر في المواعظ والأدب، مشتمل على مائة مقالة كالمقامة، و خاطب في كل صدر مقامة نفسه وقال :"يا أبا القاسم..."، أوله:( أحمده على ما أدرج لي من آلائه . . . الخ ). (ينظر: مصطفى بن عبدالله المشهور ب(حاجي خليفة)، كشف الظنون عن أسامي الكتب والفنون، اعتنى به: محمد شرف الدين رفعت بيلكه، دار إحياء التراث العربي، بيروت، لبنان، المجلد1، ص117. وينظر: أدورد فنديك، اكتفاء القنوع بما هو مطبوع، دار صادر، بيروت، 1896م، ص300).
26. ↑  هو محمود بن عمر بن محمد الخوارزمي الزمخشري، الإمام الكبير في التفسير والحديث والنحو واللغة وعلم البيان، أخذ النحو عن أبي مضر منصور . من آثاره العلمية: الكشاف ـ أساس البلاغة . ( ينظر : أحمد بن محمد بن أبي بكر بن خلكان، وفيات الأعيان وأنباء أبناء الزمان، دار إحياء التراث العربي- مؤسسة التاريخ العربي، بيروت، لبنان، ط1(1417هـ ـ 1997م)، ج3، ص86 ـ 89).
27. ↑  مختصر في الوعظ والنصيحة، عارض به مؤلفه مقالات الزمخشري المسماة أطواق الذهب، ورتبها على مائة مقالة. أوله:"اللهم إنا نحمدك على ما أسبلت علينا...الخ".(ينظر:حاجي خليفة، كشف الظنون عن أسامي الكتب والفنون، المجلد1، ص)116. وينظر: فنديك، اكتفاء القنوع بما هو مطبوع، ، ص350).
28. ↑  اسمه عبد المؤمن بن هبة الله، المعروف بشقروه ، ويعني: أديب من الكتاب، توفي سنة 600ه/1204م. (ينظر: خير الدين بن محمود بن محمد بن علي بن فارس الزركلي، الأعلام، دار العلم للملايين، بيروت، لبنان، ط15(2002)، ج4، ص170).
29. ↑  بهذا عنونه الشيخ الصائغي في أول وآخر المخطوط، ولم يجد كاتب المقال –مع البحث- كتابا بهذا العنوان، ويحتمل أن يحمل –في الأصل- عنوانا غير هذا العنوان، ولم أتمكن من التأكد من ذلك بمقارنة بعض ما جاء فيه بالكتب التي تحمل نفس المواضيع التي تطرق لها؛ ذلك لكثرة العناوين التي تحتمل هوية ما نسخه الشيخ الصائغي منسوبة إلى الثعالبي، ولعدم توفر كثير من هذه الكتب المعنونة بتلك العناوين في المواطن التي يستطيع الباحث الوصول إليها، كما أن لقب (الثعالبي) لم يكن مقصورا على شخصية واحدة من الشخصيات التي سبقت الشيخ الصائغي أو عاصرته (ينظر مثلا: الزركلي، الأعلام، ج3، ص331، ج4، ص163)، مما صعب معرفة عنوان الكتاب الأصلي و معرفة مؤلفه أكثر، وأما عن موضوع الكتاب المنسوخ، فهو –حسب ما رأيت بعض ما فيه- في المواعظ والحكم والأمثال.
30. ↑  هي حكم منثورة على لسان أهل الطريقة، أولها:" من علامة الاعتماد على العمل نقصان الرجاء عند وجود الزلل . . . الخ، ويذكر أنه لما صنفها مؤلفها عرضها على شيخه أبي العباس المرسي، فتأملها وقال له:"لقد أتيت يا بني في هذه الكراسة بمقاصد الإحياء وزيادة"؛ ولذلك تعشقها أرباب الذوق لما رق لهم من معانيها، وبسطوا القول فيها وشرحوها كثيرا.(ينظر:حاجي خليفة، كشف الظنون عن أسامي الكتب والفنون، المجلد1، ص675).".
31. ↑  بهذه الكنية نسب الشيخ الصائغي الكتاب إلى صاحبه، ولم أجد من كنى المؤلف بهذه الكنية، والمعروف أن كنية مؤلفه هي ابن عطاء الله، واسمه أحمد بن محمد بن عبد الكريم، أبو الفضل تاج الدين، الإسكندري الشاذلي المالكي، له تصانيف منها:(تاج العروس - ط) في الوصايا والعظات، و (لطائف المنن في مناقب المرسي و أبي الحسن - ط). توفي بالقاهرة سنة 709ه/1309م. ينظر: الزركلي، الأعلام، ج1، ص222، وينظر: حاجي خليفة، كشف الظنون عن أسامي الكتب والفنون، المجلد1، ص675 ).
32. ↑  موسوعة فقهية، جمع فيها الشيخ العوتبي أصول الشريعة وفروعها، تقع في 24جزءا على ما هو مشهور .   ( ينظر : السعدي، معجم الفقهاء والمتكلمين الإباضية، ج2، ص121).
33. ↑  هو العلامة سلمة بن مسلم بن إبراهيم، أبو المنذر العوتبي الصحاري، عالم باللغة والأنساب والتأريخ، وضليع بالفقه والأصول وعلم الكلام، وناظم جيد للشعر، عاش في القرن الخامس، وأول القرن السادس الهجري، من بلدة عوتب من أعمال صحار، تتلمذ على يد الشيخ سعيد بن قريش وابنه الشيخ أبي علي الحسن بن سعيد بن قريش، توجه إليه بالسؤال أبو سليمان هداد بن سعيد . من أجل مؤلفاته: كتاب الضياء وكتاب الإبانة وكتاب الأنساب. ( ينظر : السعدي، معجم الفقهاء والمتكلمين الإباضية، ج2، ص120 ـ 127).
34. ↑  كتاب للعلامة خميس بن سعيد بن علي بن مسعود الشقصي، يقع في عشرين جزءا، جعله مختصرا جامعا لمعالم الشريعة، مبينا لأصولها وفروعها، شارحا لمسائلها، جامعا ومرتبا لشتاتها، ويعتبر هذا الكتاب من أحسن كتب الإباضية تأليفا وترتيبا. ( ينظر : السعدي، معجم الفقهاء والمتكلمين الإباضية، ج1، ص204).
35. ↑  هو الشيخ خلف بن سنان بن خلفان بن عثيم الغافري، قاض وال، وعالم فقيه، وأديب شاعر، عاش في القرن الحادي عشر وأوائل القرن الثاني عشر الهجري، من بلدة المعمور، كان قرينا للمشايخ: صالح بن سعيد الزملي، ومحمد بن عبدالله بن جمعة بن عبيدان، وغيرهما. من أهم آثاره التي تركها: مجموعة من الخطب والمراسلات ومجموعة كبيرة من القصائد والمقطوعات الشعرية وديوان شعر . ( ينظر : السعدي، معجم الفقهاء والمتكلمين الإباضية، ج1، ص181 ـ 183).
36. ↑  لم يقف صاحب المقال على هذه المخطوطة مع البحث عنها.
37. ↑  عرف أكثر من علم من أعلام عمان بهذه الكنية، منهم خلف بن عزرة الذي هو من علماء القرن الثالث الهجري، ومنهم الوضاح بن عقبة الذي كان حيا سنة 237ه، والله أعلم بالمقصود من صاحب هذه القصائد.( ينظر: محمد صالح ناصر وسلطان بن مبارك الشيباني، معجم أعلام الإباضية من القرن الأول الهجري إلى العصر الحاضر (قسم المشرق)، دار الغرب الإسلامي، بيروت، لبنان، ط1(1427ه-2006م)، ص124، ص496).
38. ↑  عرف أكثر من عالم بهذا الاسم، ومن هؤلاء: عمر بن سعيد بن محرز، وعمر بن سعيد بن راشد بن ورد، وعمر بن سعيد بن عبدالله بن سعيد البهلوي. ويبدو لي أن المقصود بصاحب تلك القصائد -التي لم أقف عليها إلى وقت كتابة هذه السطور- هو عمر بن سعيد بن راشد البهلوي، أبو حفص، وهو فقيه ناظم للشعر، عاش في النصف الثاني من القرن الثامن، والنصف الأول من القرن التاسع الهجري، وله قصائد وأراجيز فقهية كثيرة، منها:نظم مختصر الخصال للإمام إبراهيم بن قيس الحضرمي، ونظم رسالة في أصول الدين للشيخ عثمان الأصم، وأرجوزة في أصول المذهب الإباضي وبيان نسبته، وغيرها.(ينظر: السعدي، معجم الفقهاء والمتكلمين، ج2، ص378-379).
39. ↑  عالم فقيه، وناظم للشعر، عاش في القرن الحادي عشر للهجرة، ولد بأدم، وكان يحب العلماء، ويكرم طلبة العلم، من تلاميذه: الشيخ عمر بن مسعود بن ساعد المنذري. من آثاره العلمية: أرجوزة في الأديان والأحكام والآداب وقصائد ومقطوعات شعرية وأجوبة نظمية ونثرية في الفقه. ( ينظر: السعدي، معجم الفقهاء والمتكلمين الإباضية، ج2، ص34 ـ 35).
40. ↑  من هؤلاء الباحث ناصر الشعيلي، فقد ذكر أن أقصى تأريخ وقف عليه والشيخ الصائغي على قيد الحياة هو عام 1233ه، إذ وجد بعضا من منسوخات الشيخ الصائغي مؤرخة بهذا العام، ك"أطواق الذهب" للزمخشري، وقد مر ذكره مع المنسوخات الأخرى: (ينظر: الشعيلي، الشيخ سالم بن سعيد الصائغي (حياته وآثاره)، ص24). ومن هؤلاء صاحب معجم الفقهاء والمتكلمين الإباضية،فقد اكتفى بالقول:(حي:1233ه/1818م).ينظر: السعدي، معجم الفقهاء والمتكلمين الإباضية، ، ج2 ، ص22. ومن هؤلاء أيضا صاحب"إلى متى يظل المضنون به على غير أهله مضنونا به على أهله؟؟" فقد رجح أنه عاش بعد سنة 1237ه دون أن يبين شيئا مما يتعلق بولادته.ينظر: الشيباني،إلى متى يظل المضنون به على غير أهله مضنونا به على أهله؟؟"، ص4.رسالة غير مطبوعة، (بحوزة الباحث نسخة منها).
41. ↑  من علماء سلطنة عمان درس عند الشيخ الربيع بن المر وغيره، هو الآن الأمين العام لمكتب مفتي سلطنة عمان ـ وقت كتابة هذه الكلمات. له مؤلفات منها : الرفع والضم في الصلاة، والرسول صلى الله عليه وسلم الرحمة المهداة.  ( ينظر : مجموعة مكتبة الأنفال، لقاءات مع 16 عالما، مكتبة الأنفال، سلطنة عمان، 1427هـ ـ 2006م، ص283 ).
42. ↑  سعيد بن سلطان بن أحمد بن سعيد البوسعيدي، من أشهر سلاطين عمان وزنجبار في القرن التاسع عشر الميلادي. ( ينظر : السعيد محمد بدوي وآخرون، دليل أعلام عمان، مكتبة لبنان، ط1، 1412هـ ـ 1991م، ص80 ).
43. ↑  هو سالم بن سلطان بن أحمد البوسعيدي، وال، ولاه أبوه البحرين، فتجمع عليه أهلها وأعيد إلى مسقط . ( ينظر: بدوي وآخرون، دليل أعلام عمان، ص76 ).
44. ↑  ينظر:الشعيلي، الشيخ سالم بن سعيد الصائغي (حياته وآثاره)، ص24، وفهد بن علي السعدي، معجم شعراء الإباضية (قسم المشرق) من القرن الأول الهجري إلى بداية القرن الخامس عشر الهجري، مكتبة الجيل الواعد، سلطنة عمان، ط1(1428م-2007م)، ج1، ص131.(بتصرف)